# 格利尼夫齊
50°2′46″N 28°48′15″E / 50.04611°N 28.80417°E
赫利尼夫齊（烏克蘭語：Глинівці），是烏克蘭北部的村莊，隸屬日托米爾州的別爾季切夫區。該村始建於1862年，面積26.99平方公里，海拔高度235米，2001年人口648。